# ولشین
ولشین (به لاتین: Velešín) یک منطقهٔ مسکونی در جمهوری چک است که در شهرستان چسکی کروملوف واقع شده‌است. ولشین  ۳٬۹۹۹ نفر جمعیت دارد.